# Norton Maza
Norton Maza es un artista visual chileno nacido en 1971 en Lautaro, región de la Araucanía, Chile. Tras el golpe de estado de 1973 su padre es capturado y luego de permanecer en prisión política dos años y medio, es exiliado a Francia en 1975 junto a su familia. En 1980 se trasladó a Cuba y en 1985 ingresó en la Escuela Nacional de Arte, donde se tituló en 1989 con el grado de profesor de dibujo y pintura.
Regresa a Francia para continuar con sus estudios superiores de Arte en la Ecole supérieure des Beaux-Arts de Burdeos. Posteriormente, en el año 1994, regresa a Chile donde produce gran parte de su obra.[cita requerida]